# Jacques-Théodore de Bryas
Pour les autres membres de la famille, voir Famille de Bryas.
Jacques-Théodore, comte de Bryas, né à Mariembourg (Belgique) en 1630 et mort le 16 novembre 1694, était un prélat du XVIIe siècle, évêque de Saint-Omer, archevêque-duc de Cambrai, comte de Cambrésis, prince du Saint-Empire.

## Biographie
Il est le 4e fils de Charles de Bryas, gouverneur de Mariembourg, et d'Anne d'Immerselle. 
Inscrit à l’université de Douai vers 1648 où il prend le grade de licencié es droit et devient prêtre (date inconnue).
Chanoine de la cathédrale de Tournai, en 1655, et chapelain de l'oratoire du roi d'Espagne, il est nommé conseiller clerc et maître des requêtes ordinaire au Grand conseil des Pays-Bas à Malines (ou Cour suprême de justice des Pays-Bas) 
par lettres patentes de 1666.
Il est désigné ensuite au siège épiscopal de Saint-Omer alors que celui-ci n’avait pas encore été déclaré vacant. Il prend possession de son évêché le 4 avril 1672 et reçoit, des mains de son prédécesseur, Ladislas Jonnart, la consécration épiscopale le 29 mai. Il n’y reste pas longtemps mais y instaure cependant un séminaire.
Il est ensuite nommé archevêque-duc de Cambrai et reçoit le pallium, insigne de sa nouvelle dignité à l’abbaye de Brogne, dans l’Entre-Sambre-et-Meuse, le 28 octobre 1675. Sa devise était : Fides in adversis (Confiance malgré l’adversité).    
Après l'annexion du Cambrésis à la France— la ville est prise le 5 avril 1677 — Louis XIV maintient l’archevêque à son poste et l'appelle à siéger à ses conseils.
A côté de son rôle pastoral, Jacques-Théodore se montre attentif à préserver les biens de la famille : vers 1679, un membre de la Famille de Bryas, Comte de Bryas est détenteur de fiefs dans la châtellenie de Bourbourg (192 mesures soit de l'ordre de 80 à 85 hectares). Il meurt et les fiefs ne sont pas relevés (opération consistant à acquitter les droits de relevée, sorte de droits de succession, afin de pouvoir en jouir) par l'héritier féodal, Frédéric de Bryas, en temps requis. Un acheteur (le baron d'Esquelbecq) fait les démarches nécessaires devant le suzerain, le principal seigneur de Bourbourg, pour en devenir le détenteur en déshéritant l'héritier féodal. A cette fin, Jacques-Théodore, tuteur de Frédéric de Bryas, en est averti en 1679. Les fiefs sont saisis par défaut le 7 décembre 1679 pour les donner à l'acheteur. Mais en septembre 1681, Jacques-Théodore réclame l'application du droit de priorité (droit féodal permettant de faire annuler une vente pour garder des biens dans une famille) et obtient satisfaction : les fiefs restent dans la famille de Bryas.
Il combat le jansénisme et adhère au gallicanisme tout en marquant sa soumission au Saint-Siège. Son successeur est l’illustre François de Salignac de la Mothe-Fénelon.

## Sources
- H. Fisquet, La France pontificale, 1864
- H.G.D., Jacques-Théodore de Bryas, Revue Au Pays des Rièzes et des Sarts no 50, 1972, p. 89-106.